# Beaumont (Alberta)
Pour les articles homonymes, voir Beaumont.
Beaumont est une ville (town) située au sud de la ville d'Edmonton dans la province de l'Alberta au Canada.
En 1894, une colonie fut fondée par des Canadiens-français travaillant pour la Compagnie de la Baie d'Hudson. L'année suivante, les colons construisirent l'église Saint-Vital.
En 1899, un groupe d'une quarantaine de fermiers franco-albertains établirent une compagnie constituée en personne morale, la « Compagnie du moulin de Beaumont Limitée ».
En 1918, l’église Saint-Vital fut rasée par les flammes et elle fut reconstruite dès l'année suivante.
Depuis les années 1970, la ville de Beaumont a connu un important accroissement de sa population.
En effet, de 1978 à 1984, Beaumont a enregistré des taux de croissance de population pas moins de près de 40 %. De nos jours, le développement résidentiel continue son essor et l’industrie des services est en pleine croissance.
Beaumont reste un des foyers franco-albertains de la province.

## Démographie
| 2001  | 2006  | 2011   | 2016   |
| ----- | ----- | ------ | ------ |
| 7 006 | 8 961 | 13 284 | 17 396 |

## Question linguistique
En 2006, un Néo-Brunswickois contrôlé près de Beaumont par une équipe mixte de la Police d'Edmonton et de la Gendarmerie royale est agressé puis arrêté par les policiers parce qu'il leur répond en français. En 2021, il obtient en justice un dédommagement de plus de 20 000 CAND.